# Sinocymbachus bimaculatus
Sinocymbachus bimaculatus es una especie de coleóptero de la familia Endomychidae.

## Distribución geográfica
Habita en Tonkín (Vietnam).